# Setmana del Llibre en Català
La Setmana del Llibre en Català és un esdeveniment cultural que s'organitza a Catalunya des de l'any 1983. En un inici la idea va sorgir com un "estand-botiga" i amb els anys ha anat guanyant força fins a més de 300 expositors. Consisteix principalment en l'exposició i venda de llibres editats en llengua catalana, tot i que va acompanyat d'una agenda d'activitats diverses com recitals, concerts, itineraris, presentacions, signatures de llibres... Se celebra a Barcelona, una setmana de setembre, en un espai firal condicionat especialment per a l'ocasió, l'última edició es va dur a terme al Passeig Lluís Companys de Barcelona. L'actual president de la Setmana és Joan Carles Girbés.

## Història
Aquest esdeveniment cultural es va començar a celebrar a l'Estació de Barcelona-Sants i ha passat per altres punts de Barcelona, com l'Estació de França (1989), les Drassanes (1990), la Plaça de Catalunya (2006) o el Parc de la Ciutadella (2010). A partir de l'any 1999, algunes edicions es van celebrar, de manera simultània, a ciutats com Sant Cugat del Vallès, Tarragona, Girona, Lleida, Perpinyà, Palma i, fins i tot, a Nova York. Les primeres edicions, en canvi, es duien a terme al mes de febrer o març, posteriorment es van començar a organitzar al setembre, per fer-les coincidir amb l'inici del curs escolar i amb la represa literària, emulant la rentrée literaire francesa.
A l'edició de 2009, davant la impossibilitat de trobar un espai adequat a Barcelona, es traslladà la seu metropolitana a Sant Cugat del Vallès. L'any 2010 la seu retornà a la ciutat comtal, però l'esdeveniment es conservà igualment a Sant Cugat degut a l'èxit de públic. Entre 2012 i 2020 es va celebrar l'Avinguda de la Catedral.

### Moll de la Fusta
Arran de les restriccions establertes per la pandèmia de la covid-19, el 2020 l'organització de l'esdeveniment va plantejar-se buscar un nou emplaçament, per tal de poder complir totes les mesures de seguretat establertes per les autoritats sanitàries. Després de considerar diversos espais, l'Associació d’Editors en Llengua Catalana i l’Institut de Cultura de l’Ajuntament de Barcelona van optar per celebrar l'edició de 2020 al Moll de la Fusta, la part més antiga del Port de Barcelona, amb més de quatre segles d'existència, on va néixer el primer moll estable de la ciutat i que fou remodelat per Manuel de Solà-Morales als anys 80.
El 2020 doncs, finalment es va celebrar la Setmana al Moll de la Fusta, adaptant l'esdeveniment a les restriccions sanitàries.
El 2021 van tornar a optar pel mateix espai, i es van ocupar uns 6.000 metres quadrats, amb 226 expositors i l'organització de 256 activitats. Hi van passar escriptors com Sílvia Soler, Joan-Lluís Lluís, Carlota Gurt, Tina Vallès o Montse Barderi, entre molts d'altres, i es va retre homenatge a Montserrat Roig.

### 40a edició
El juliol de 2022 es va presentar la 40a edició de la Setmana a l'Ateneu Barcelonès. L'edició d'enguany se celebrà del 9 al 18 de setembre de nou al Moll de la Fusta i comptà amb 84 mòduls, 259 expositors i més de 300 activitats amb la presentació més de 150 novetats literàries, amb quatre escenaris disponibles i activitats al llarg de tot el dia. Entre els autors que van presentar novetats hi ha Ramon Solsona, Mercè Ibarz, Francesc Parcerisas, Marc Giró, Anna Manso, Sebastià Portell, Joan Fontcuberta o Marga Nadal, entre molts d'altres. Pel que fa a la presència internacional, la Setmana va comptar amb la presència de Daniele Mencarelli, Robert Kolker i Tatiana Tibuleac, i Ken Follett entrevistat per Mònica Terribas.

## Organització
La Setmana originalment, va ser organitzada per la Cambra del Llibre de Catalunya i actualment és organitzada per l'Associació d'Editors en Llengua Catalana. Aquesta entitat, constituïda l'any 1978, agrupa les empreses editorials dels Països Catalans que publiquen en català. A més, la fira compta amb una comissió organitzadora que està formada per la Federació d'Associacions d'Editors de Premsa, Revistes i Mitjans Digitals; el Gremi de Llibreters de Catalunya, el Gremi d'Editors de Catalunya, el Gremi de Distribuïdors de Publicacions de Catalunya i Biblioteques de Barcelona, Appec: editors de revistes i digitals, l'Institut Català de les Empreses Culturals, l'Ajuntament de Barcelona, la Xarxa de Biblioteques Municipals i l'Institut Ramón Llull. També rep el suport de la Generalitat de Catalunya (Departament de Cultura), L'Organització de les Nacions Unides per a l'Educació, la Ciència i la Cultura, i la col·laboració de la Diputació de Barcelona.

## Ubicació
Al llarg dels seus 40 anys, la Setmana del Llibre en català s'ha ubicat a diversos emplaçaments. Va celebrar la seva primera edició a l'Estació de Sants, posteriorment ha passat per l'Estació de França, les Drassanes, la Plaça Catalunya, l'Avinguda de la Catredal i el Moll de la Fusta. Fins i tot un any es va celebrar a Sant Cugat del Vallès, en no trobar ubicació a Barcelona.
Ubicacions històriques
- 1983 - 1988 - Estació de Sants
- 1989 - Estació de França
- 1990 - 2005 - Drassanes de Barcelona
- 2006 - 2007 - Plaça de Catalunya
- 2008 - Avinguda de la Catedral
- 2009 - Sant Cugat del Vallès
- 2010 - 2011 - Parc de la Ciutadella
- 2012 - 2019 - Avinguda de la Catedral
- 2020 - 2023 - Moll de la Fusta
- 2024 - Passeig de Lluís Companys

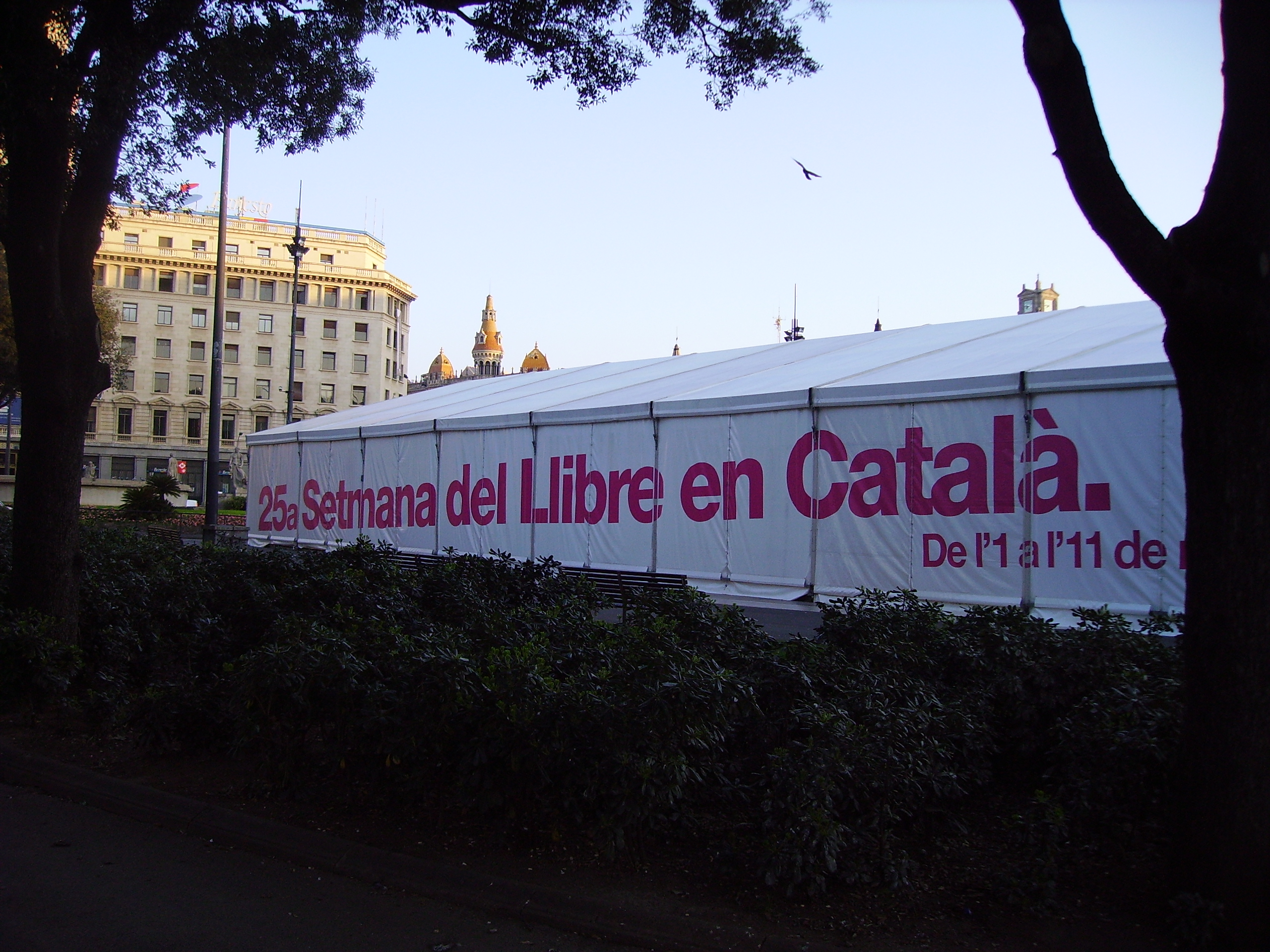
Edició a Plaça de Catalunya
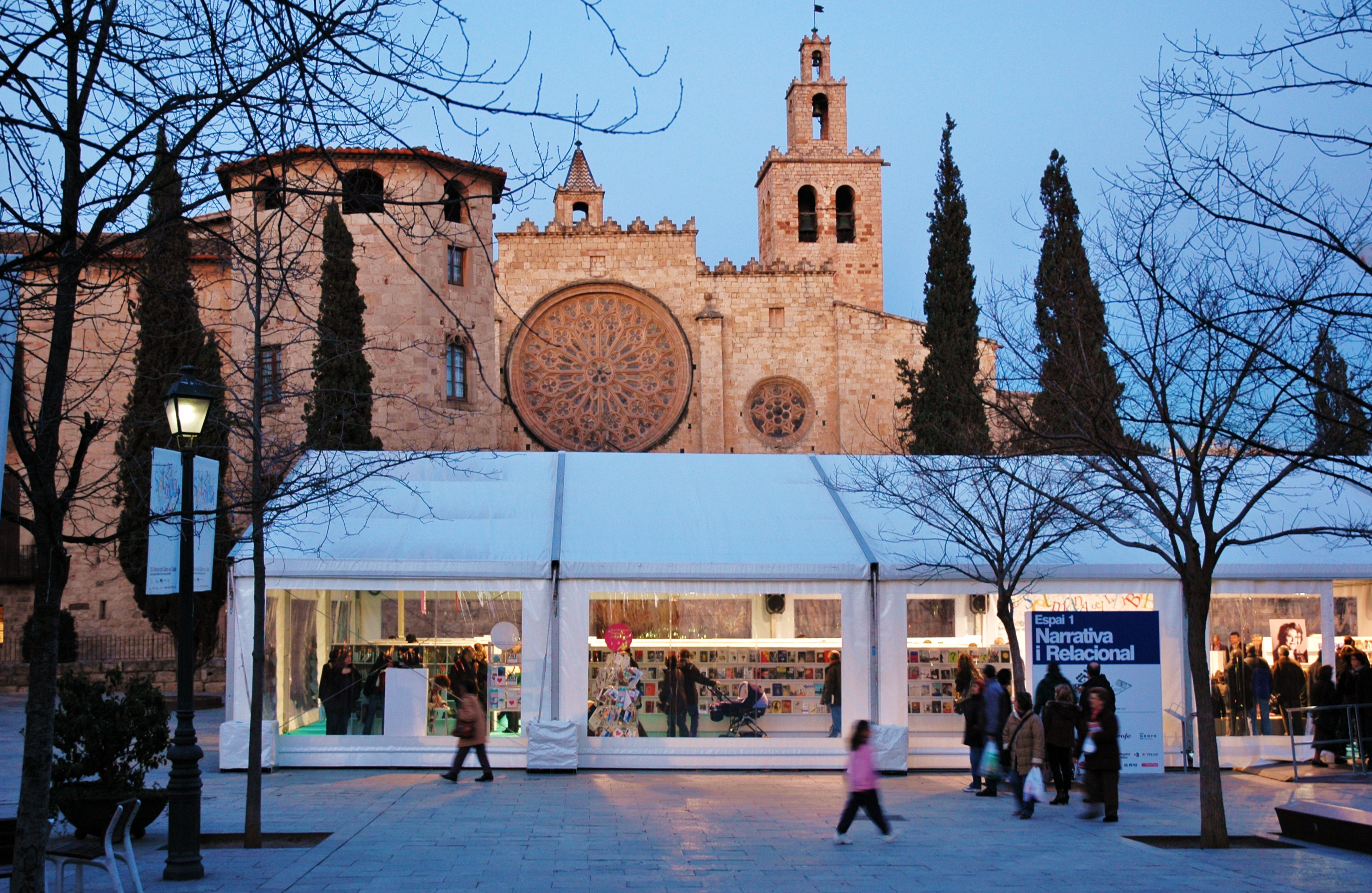
Edició a Sant Cugat del Vallès
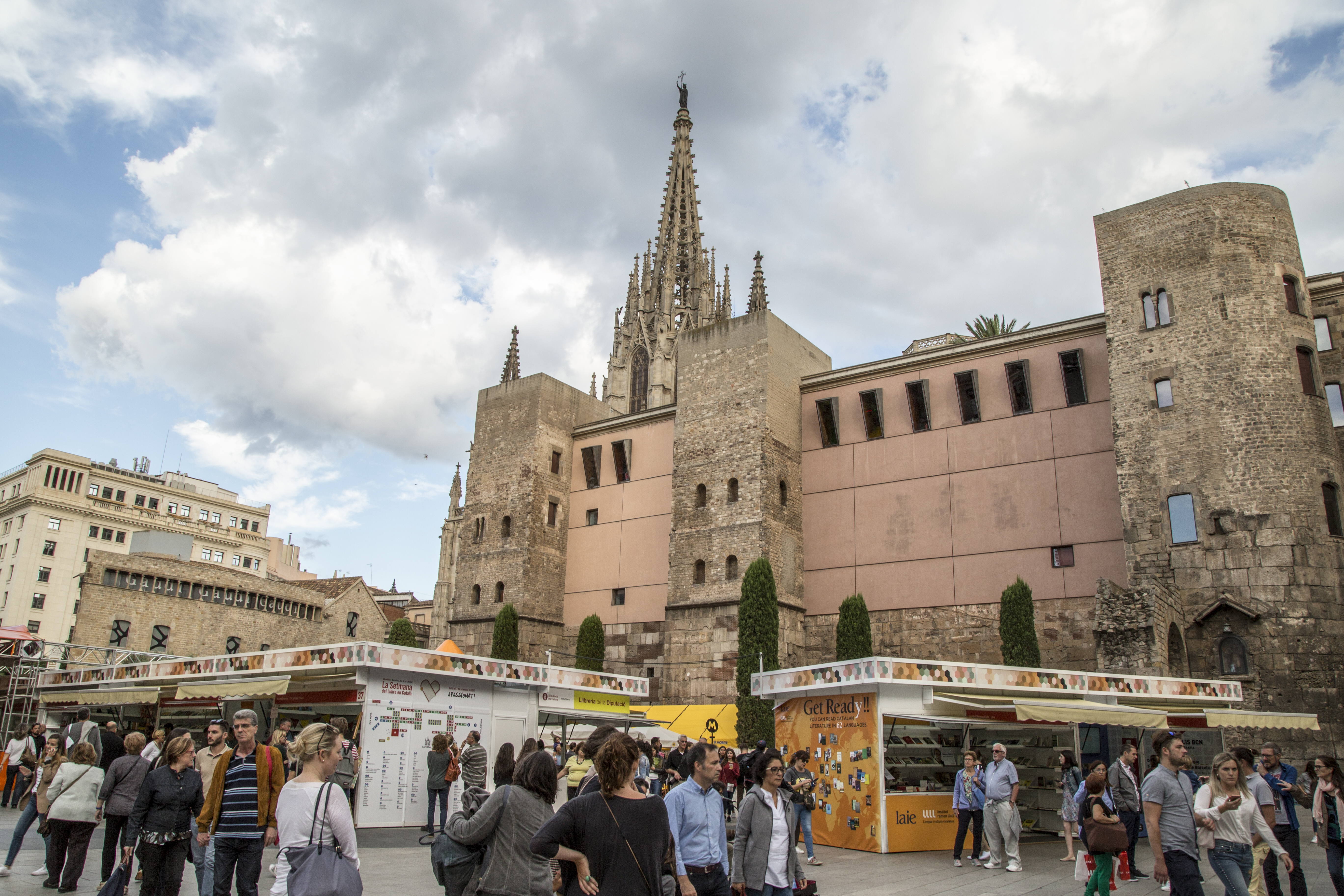
Període a l'Avinguda de la Catedral
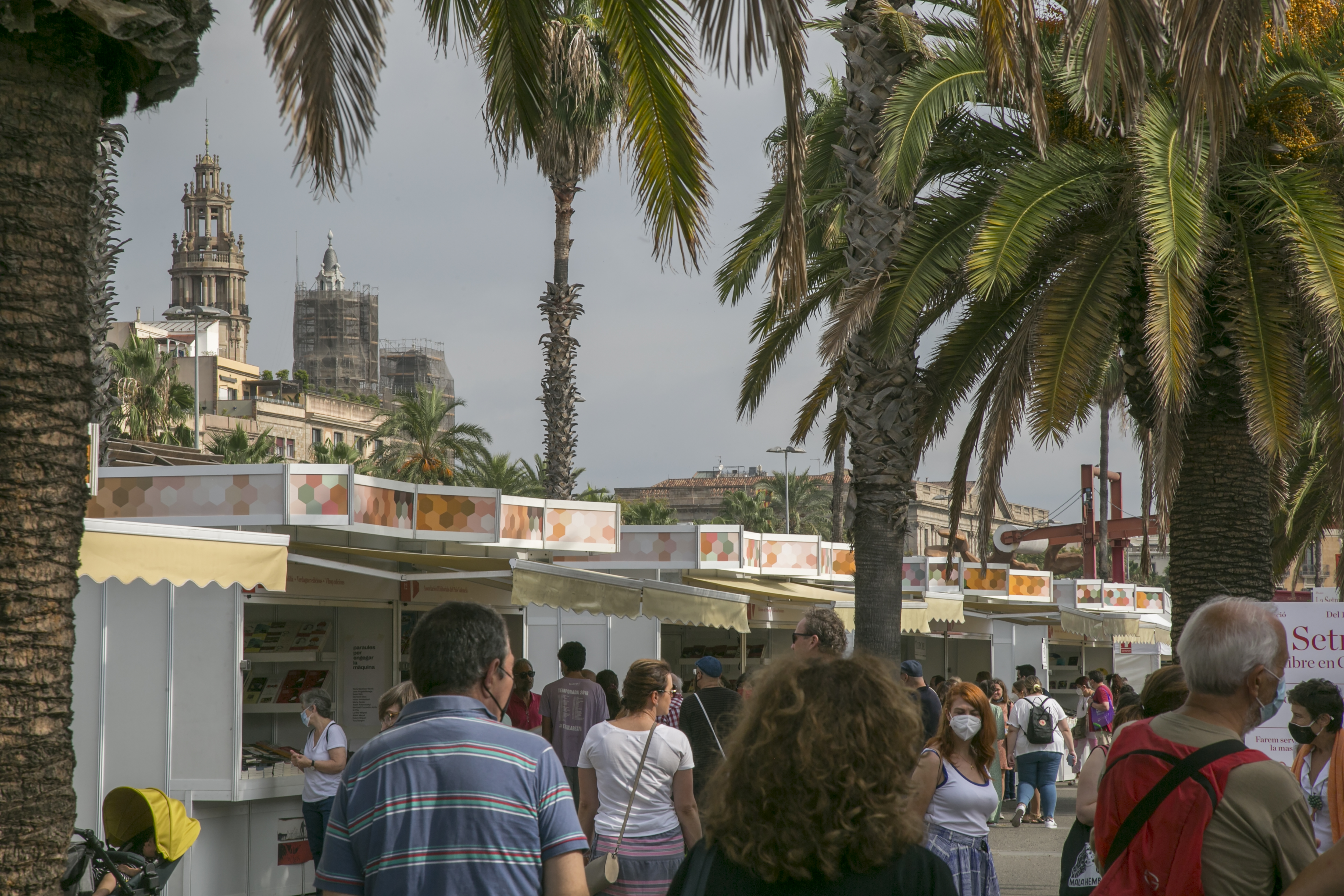
Espai al Moll de la Fusta

## Presidència
- Ferran Ariño (1983-1984)
- Carles-Jordi Guardiola (1985-1986)
- Jaume Pintanel (1988-1989)
- Segimon Borràs (1990-1991)
- Ramon López (1993-1994)
- Jordi Úbeda (1995-1997)
- Antoni Comas (1998-2000)
- Manuel Sanglas (2001-2005)

- Ernest Folch i Folch (2005-2007)[13]
- Albert Pèlach i Pàniker (2007-2012)[14][15]
- Montse Ayats i Coromina (2013-2015)[16]
- Joan Sala i Torrent (2016-2019)[17]
- Joan Carles Girbés (2020-2022)[17]

## Direcció
- Cristina Domènech (2023 - actualitat)[18]

## Activitats
La Setmana del Llibre en Català programa diverses activitats, entre les quals destaca el lliurament del Premi Trajectòria, que s'atorga des de 1997 a un personatge que hagi destacat per la seva activitat a favor de la cultura catalana, l'última entrega es va fer el 2024 a Pilarín Bayés. Des de l'edició del 2017 destaca un acte especial amb la col·laboració de l'Institut Ramon Llull, i que permet que editors i agents de països diferents coneguin la indústria de la literatura catalana.
Les altres activitats són: emissions en directe de televisió i ràdio, espectacles infantils, presentacions de llibres, taules rodones, itineraris literaris, signatures, tallers, recitals d'obres i rodes de premsa. Entre els expositors hi ha representat el sector editorial de Catalunya i també el d'Andorra, el País Valencià i les Illes Balears.

## Premis
Des de 1997 la comissió organitzadora de la Setmana del Llibre en Català atorga el Premi Trajectòria, un guardó que el món literari i editorial català atorga a un personatge en reconeixement de la seva trajectòria en favor de la cultura catalana.
El 2021 es va començar a atorgar un nou premi, el Premi Difusió, que se li atorga a una figura pública que hagi destacat amb la seva contribució a la divulgació, foment, promoció i projecció, a la literatura en català, el guardonat fou Xavier Grasset. El 2022 la guardonada fou Judit Carrera, directora del CCCB. El 2023 el guardonat va ser Roger Mas. Finalment, el 2024 el guanyador del premi difusió fou Marc Giró pel seu programa "Vostè primer" a la cadena de ràdio RAC1.
Més enllà dels premis atorgats per la pròpia organització, durant la setmana se solen atorgar premis de diverses organitzacions literàries, com el premi Núvol, el premi Néstor Luján, premi Joan-Lluís Vives, premi Illa dels Llibres, Premi Roc Boronat, premi Pin i Soler o el premi Crexells de l’Ateneu Barcelonès, entre d'altres.

## Artistes Col·laboradors
El 2016 en celebració al 20è aniversari del premi trajectòria, es va iniciar una col·laboració entre un artista i la Setmana:
- 2016: Jaume Plensa
- 2017: Joan-Pere Viladecans
- 2018: Frederic Amat
- 2019: Ignasi Aballí
- 2020: Antoni Miró
- 2021: Regina Giménez
- 2022: Perico Pastor
- 2023: Ramon Enrich
- 2024: Francesca Llopis

## Concurs d'aparadors
Des del 2023, La Setmana del Llibre en Català organitza un Concurs d'Aparadors de Biblioteques per promoure els llibres en llengua catalana. L'objectiu és que el màxim de biblioteques de Catalunya participin, donant visibilitat a l'esdeveniment. L'edició de 2024 ha premiat deu biblioteques, com ara la Biblioteca Llefià-Xavier Soto i la Biblioteca Joan Oliva i Milà, amb un lot de 20 llibres valorat en 400 €. Les biblioteques participants han d'enviar fotografies dels seus aparadors, i el sorteig es realitza entre totes les inscrites. A més, les fotos seleccionades es publiquen a la web de La Setmana.

## La Setmana Compromesa
Junt amb la Setmana del Llibre en Català, neix una iniciativa per part dels mateixos organitzadors i equip de convertir-la en un esdeveniment que també tingui com a objectiu el compromís social: El primer exemple és la col·laboració amb la Creu Roja el 2015 creant un projecte anomenat "Prestatgeria solidària", però existeixen d'altres com el manifest "La cultura amb els refugiats" el 2016 o els diferents actes i xerrades a favor de la Cultura de la Pau i la No-violència junt amb FundiPau del 2017.